# Trofee Maarten Wynants 2021
Trofee Maarten Wynants 2021 skulle have været den 7. udgave af det belgiske cykelløb Trofee Maarten Wynants. Det 120 km lange linjeløb skulle køres den 9. maj 2021 på en rundstrækning med start og mål i Helchteren i provinsen Limburg. Løbet skulle være del af den internationale UCI-kalender for damer 2021, men blev aflyst på grund af coronaviruspandemien. Den oprindelige 7. udgave blev i 2020 også aflyst på grund af coronaviruspandemien.